# Cayetano Ripoll
Cayetano Ripoll (Solsona, 1778 – Valência, 31 de julho de 1826 ) foi um professor espanhol. Acusado de não acreditar nos dogmas católicos, foi condenado à morte por heresia e executado em Valência, pela forca. Foi a última vítima da Inquisição espanhola.
Ripoll tinha lutado contra os franceses na Guerra da Independência; foi capturado e levado para a França, onde sua relação com um grupo francês de quakers, que o acolheu, resultou na sua conversão ao deísmo.  Voltando à Espanha, foi denunciado  por não levar os seus alunos à missa e por substituir a expressão "Ave Maria" por "Louvado seja Deus", em orações na  escola.
Em 1824 ele foi preso e julgado, e depois de esperar por dois anos foi condenado à forca. A fogueira, principal forma de execução usada na história da Inquisição, neste caso foi apenas simbólica: sob a forca, foi colocado um barril com chamas pintadas. O enforcamento, no entanto, foi real. Os restos mortais de Ripoll foram depositados no tambor e queimados no crematório antigo da Inquisição, perto da ponte de San Jose, sobre o antigo leito do rio Turia.
Ripoll foi a última vítima do poder da Inquisição na Espanha, já na sua fase de declínio, três séculos e meio após a sua instituição pelos reis Fernando II de Aragão e Isabel I de Castela, a pedido do papado.
Em 15 de julho de 1834 foi promulgado um decreto que aboliu definitivamente o Tribunal da Santa Inquisição e todas as suas propriedades foram destinadas à extinção da dívida pública e ao pagamento dos salários justos dos antigos funcionários.